# Norbert Nigbur
Norbert Nigbur (* 8. květen 1948, Gelsenkirchen) je bývalý německý fotbalový brankář.
S německou reprezentací získal zlatou medaili na mistrovství světa 1974, byť na závěrečném turnaji nenastoupil. Celkem za národní tým odehrál 8 utkání.
Se Schalke 04 vyhrál v sezóně 1971/72 německý pohár. Ve stejné sezóně dosáhl svého nejlepšího výsledku v Bundeslize, když se Schalke dosáhl na druhou příčku.